# Fernando Braga
Pour les articles homonymes, voir Braga (homonymie).
Fernando Braga, né en 1958, est un joueur d'échecs italien.

## Carrière échiquéenne
Il a été champion d'échecs d'Italie en  1986 et en  1988.